# Nikolaï Klepikov
Pour les articles homonymes, voir Klepikov.
Nikolaï Fiodorovitch Klepikov (en russe : Николай Фёдорович Клепиков) est un aviateur soviétique, né le 20 mai 1919 et décédé le 5 septembre 1943. Pilote de chasse et As de la Seconde Guerre mondiale, il fut distingué par le titre de Héros de l'Union soviétique.

## Carrière
Nikolaï Klepikov est né le 20 mai 1919 à Grabonovo, dans l'actuelle oblast de Toula. Fils d'ouvrier, il commença comme mécanicien dans un institut hydro-aérodynamique, tout en suivant des cours de pilotage dans un aéroclub civil. Il s'engagea ensuite dans l'Armée rouge en 1938 et fut breveté pilote au collège militaire de l'Air de Borissoglebsk.
En août 1941, il rejoignit une unité opérationnelle sur le front. L'année suivante, il prit une part active à la bataille de Stalingrad, puis, au début 1943, aux combats aériens du Kouban. En 1943, ayant rejoint le 41.GuIAP (régiment de chasse aérienne de la Garde), il participa à la bataille de Koursk en juillet ; il fut tué en combat aérien, deux mois plus tard, le 5 septembre 1943.

## Palmarès et décorations

### Tableau de chasse
Nikolaï Klepikov est crédité de 40 victoires homologuées, dont 8 individuelles et 32 en coopération, obtenues au cours de 600 missions et 117 combats aériens.

### Décorations
- Héros de l'Union soviétique le 28 septembre 1943, à titre posthume ;
- Ordre de Lénine ;
- Deux fois décoré de l'ordre du Drapeau rouge.